# Solis, Texas
Solis là một nơi ấn định cho điều tra dân số (CDP) thuộc quận Cameron, tiểu bang Texas, Hoa Kỳ. Năm 2010, dân số của nơi này là 512 người.

## Dân số
- Dân số năm 2000: 545 người.
- Dân số năm 2010: 512 người.